# 앞섬유단
척수에서 배쪽 신경 뿌리 묶음 중 가장 바깥쪽은 일반적으로 앞가쪽 영역(antero-lateral region)을 두 부분으로 구분하는 분할선으로 간주된다.
1. 앞정중틈새(anterior median fissure, 전정중렬)와 배쪽 신경 뿌리의 가장 끝쪽 옆면 사이에 있는 앞섬유단(anterior funiculus, 전삭. 또는 anterior column, 앞기둥, 앞뿔, 전주.)
2. 이 뿌리의 출구와 뒤가쪽고랑(posterolateral sulcus, 후외측구) 사이에 있는 가쪽섬유단(lateral funiculus, 측삭)이 있다.

## 같이 보기
- 앞회색질기둥(anterior grey column, 전회백주) 또는 앞뿔(anterior cornu 또는 anterior horn of spinal cord, 전각) 또는 운동뿔(motor horn) 또는 배쪽뿔(ventral horn)
- 섬유단 (funiculus)

- 가쪽섬유단 (lateral funiculus, 측삭)
- 뒤섬유단 (posterior funiculus, 후삭)
- 분리섬유단 (funiculus separans, 분리삭)

- 미주신경삼각 (vagal trigone)
- 신경다발 (nerve fascicle, 신경속)
- 등쪽기둥–안쪽섬유띠 경로 (dorsal column–medial lemniscus pathway, DCML)
- 마름오목 (rhomboid fossa, 능형와)

## 참조
이 문서는 현재 퍼블릭 도메인에 속하는 그레이 해부학 제20판(1918) page 753의 내용을 기초로 작성된 글이 포함되어 있습니다.